# Diffusione dell'antivaccinismo
Le ideologie antivacciniste hanno avuto ampia diffusione in tutto il mondo. Diversi studi hanno riscontrato che dubbi riguardo all'efficacia e alla sicurezza dei vaccini siano genericamente espressi trasversalmente nella popolazione, indipendentemente dal livello di educazione e da quello socio-economico.

## Antivaccinismo in Africa

### Nigeria
All'inizio del primo decennio del 21º secolo, i leader religiosi conservatori nel nord della Nigeria, sospettosi della medicina occidentale, consigliarono ai loro seguaci di non far vaccinare i propri figli con il vaccino orale contro la poliomielite. Il boicottaggio è stato approvato dal governatore dello stato di Kano, e l'immunizzazione è stata sospesa per diversi mesi. Successivamente, la polio è ricomparsa in una dozzina di paesi vicini alla Nigeria, precedentemente liberi dalla polio, e i test genetici hanno mostrato che il virus era lo stesso che ha avuto origine nel nord dello Stato. La Nigeria era diventata un esportatore della polio verso i Paesi confinanti. È stato riferito che le persone negli stati settentrionali diffidano anche di altre vaccinazioni e la Nigeria ha riportato oltre 20.000 casi di morbillo e quasi 600 decessi per morbillo da gennaio a marzo 2005. Nella Nigeria settentrionale è credenza comune che la vaccinazione sia una strategia creata dagli occidentali per ridurre la popolazione dei nordisti. Come risultato di questa convinzione, un gran numero di nordisti rifiuta la vaccinazione. Nel 2006 la Nigeria ha rappresentato oltre la metà di tutti i nuovi casi di polio nel mondo. Varie epidemie continuarono da allora in poi; per esempio almeno 200 bambini sono morti in un'epidemia di morbillo alla fine del 2007 nello stato di Borno.

### Kenya
Nel 2014 il governo ha respinto le accuse della Chiesa cattolica del Paese secondo cui un vaccino contro il tetano può causare sterilità nelle donne. Anche il Dottor Stephen Karanja sostenne attraverso la sua associazione una campagna contro il vaccino anti-tetano alle donne, ritenendola una campagna di sterilizzazione.
Nel 2021 Stephen Karanja morì dopo aver contratto la COVID-19 dopo che si dichiarò contrario alla sua somministrazione proponendo l'inalazione di vapori come tecnica di cura.
Anche il Dr. Wahome Ngare si dichiarò contrario a tale vaccino. Nel 2019 egli si dichiarò contrario anche alla vaccinazione delle giovani studentesse contro il papilloma virus perché a suo dire non necessario durante un'intervista alla BBC.

## Antivaccinismo in Asia

### Afghanistan
Nel 2017 i casi di polio erano scesi in tutto a 22. L’instabilità politica ha però ostacolato le vaccinazioni facendo risalire i casi a 176 nel 2019 e 140 nel 2020. Secondo uno studio della rivista Lancet un milione di bambini afgani non ha avuto accesso alla vaccinazione anti-polio dal 2018 al 2021. Alla ripresa del potere da parte dei talebani ad agosto 2021, essi vietarono il vaccino contro la COVID 19.

### Filippine
La controversia sulla Dengvaxia nelle Filippine ha coinvolto un programma di vaccinazione gestito dal Dipartimento della Salute filippino (DOH). Il DOH ha vaccinato degli scolari con il vaccino Dengvaxia di Sanofi Pasteur contro la febbre dengue. Ad agosto 2019, oltre 600 persone (per lo più bambini) che avevano ricevuto almeno una singola dose del vaccino erano morte, anche se non necessariamente a causa del vaccino stesso. Da allora il DOH ha vietato l'uso e la vendita del vaccino. Lo spavento causato dalla controversia ha generato perdita di fiducia del Paese nei vaccini e disinformazione, con conseguente crisi di malattie infettive nel paese nel 2019, inclusa un'epidemia di morbillo.

### India
Shiva Ayyadurai (2 dicembre 1963) è un ingegnere indo-americano, politico, imprenditore, attivista anti-vaccinista e promotore di teorie del complotto, pseudoscienza e affermazioni mediche infondate. Durante la pandemia di COVID-19, Ayyadurai è diventato famoso per aver messo in atto una campagna di disinformazione sui social media sul COVID-19 e sui relativi vaccini, diffondendo cure non scientificamente riconosciute.

### Kazakistan
In Kazakistan i casi di paralisi flaccide acute (una delle possibili conseguenze della polio) che si sono manifestati nel 2010 sono stati 54. Quell'anno il ministro della Salute ha lanciato una campagna di vaccinazione contro la poliomielite con il sostegno dell’UNICEF, dell’Oms e dell’Agenzia americana per lo sviluppo internazionale (Usaid). Sempre nel 2010 anche in Kirghizistan, Tagikistan, Turkmenistan e Uzbekistan sono stati trovati casi di polio.

### Giappone
È circolata la falsa notizia secondo cui nel 1975 il Giappone interruppe le vaccinazioni pensando che le morti in culla fossero causate da esse e i decessi calarono del 75% a prova del fatto che i vaccini sarebbero pericolosi.

### Mongolia
È stato erroneamente sostenuto che un'epidemia di morbillo del 2016 in Mongolia (per l’OMS morbillo free dal 2014) avesse 50 000 casi con il 99% di copertura vaccinale a prova del fatto che il vaccino sarebbe inefficace e l'immunità di gregge non esisterebbe. In realtà i casi citati nella notizia si riferivano a bambini ancora troppo piccoli per essere vaccinati.

### Pakistan
Nel 2015 le autorità pakistane arrestarono circa 500 genitori che si erano rifiutati di far vaccinare i figli contro la polio, in risposta alle resistenze della popolazione e a varie minacce giunte dai Talebani. Nel paese, a partire dal 2012, sono morte più di sessanta persone facenti parte di team per la vaccinazione antipolio. Il Pakistan nel 2014 è stato il paese con il maggior numero di nuovi casi di polio al mondo, 327 sui 413 totali. Nel gennaio del 2016, un attentato suicida con un'autobomba presso un centro di vaccinazione presso Quetta causò 15 vittime. La CIA gestì una finta clinica di vaccinazione nel tentativo di localizzare Osama bin Laden. Come diretta conseguenza, ci sono stati diversi attacchi e morti tra gli addetti alla vaccinazione. Diversi predicatori islamisti e gruppi militanti, comprese alcune fazioni dei talebani, considerano la vaccinazione un complotto per uccidere o sterilizzare i musulmani. Gli sforzi per eradicare la polio sono stati inoltre interrotti dagli attacchi dei droni americani. Questo è uno dei motivi per cui il Pakistan e l'Afghanistan sono gli unici paesi in cui la polio è rimasta endemica nel 2015.

## Antivaccinismo in Europa

### Austria
Nel 2017 l'Austria aveva la più bassa copertura vaccinale d'Europa e i casi di morbillo erano molto elevati. Nel 2019 in Carinzia raddoppiarono i casi di morbillo e il Land ha indetto la “lunga notte delle vaccinazioni” ossia un orario serale straordinario per le vaccinazioni. In quell'anno i casi di pertosse erano aumentati da 1 ogni 100.000 abitanti a 18,5 a causa della diminuzione delle vaccinazioni.

### Francia
Roman K. Gherardi e altri ricercatori dell'Université Paris Est Créteil (UPEC) hanno lanciato un avvertimento a livello mondiale alla fine del 2016 sull'alluminio usato nei vaccini come adiuvante pubblicato sulla rivista Toxicology. Le Parisien ha pubblicato uno studio condotto dall’équipe di Gherardi in cui si sostiene che l’alluminio contenuto nei vaccini raggiunga il cervello e crei danni (tra cui la embriopatia da micofenolato mofetile) e che l’alluminio possa essere sostituto con il fosfato di calcio. L'Organizzazione Mondiale della Sanità ha fatto chiarezza sui risultati di questo studio e ha concluso che non c'è nessuna prova della relazione tra embriopatia da micofenolato mofetile (o altre complicanze) e i sali di alluminio (componente importante poiché aumentano l’efficacia del vaccino).
In Francia vi furono segnalazioni di insorgenza di casi di sclerosi multipla (SM) alcune settimane dopo la vaccinazione di massa contro l'epatite B a metà degli anni '90: Il 1º ottobre 1998 il governo francese sospese temporaneamente la vaccinazione per epatite B degli adolescenti per studiare se ci fosse una possibile correlazione tra il vaccino e la sclerosi multipla. La decisione francese generò una paura generalizzata che si diffuse ad altri Paesi e creò disinformazione, nonostante tale correlazione risulti non sussistente.
Durante la pandemia influenzale del 2009 è scoppiata una controversia significativa sulla sicurezza del vaccino antinfluenzale H1N1 del 2009, soprattutto in Francia. Numerosi gruppi antivaccinisti francesi hanno pubblicamente criticato il vaccino come potenzialmente pericoloso, venendo tuttavia smentiti.
Nel 2018 la Francia ha introdotto 11 vaccini obbligatori.
In occasione della campagna vaccinale contro la COVID-19, il movimento dei gilet gialli ha organizzato manifestazioni contro il Green Pass. Anche Marine Le Pen si è espressa contro tale misura.

### Irlanda
A seguito della controversia sul vaccino MMR nel 1999, si è verificata un'epidemia di morbillo nel nord di Dublino. All'epoca, il livello di immunizzazione nazionale era sceso al di sotto dell'80% e in alcune parti del nord di Dublino il livello era intorno al 60%. Ci sono stati più di 100 ricoveri ospedalieri su oltre 300 casi. Tre bambini sono morti e molti altri erano gravemente malati, alcuni dei quali avevano bisogno di ventilazione meccanica.
L'Irish Freedom Party è un partito politico di estrema destra euroscettico lanciato l'8 settembre 2018. Durante la pandemia di COVID-19 nel 2020, un certo numero di rappresentanti dell'Irish Freedom Party ha parlato a una manifestazione contro le vaccinazioni e contro il lockdown.

### Italia
Nel 2014 in Italia si è creato allarmismo e disinformazione per alcune morti erroneamente attribuite al vaccino Fluad che portò l'AIFA a ritirare due lotti di esso. Successivamente il Comitato di valutazione dei rischi per la farmacovigilanza (Prac) della European Medicines Agency (Ema) ha concluso che non vi è alcuna prova che Fluad abbia causato i decessi.
Diverse polemiche scoppiarono successivamente alla pubblicazione di uno studio uscito il 1º luglio 2015 sulla rivista Science Translational Medicine e ad un comunicato stampa emesso dall’Università di Siena il 2 luglio 2015 che riguardò il vaccino Pandemrix, impiegato in Europa per l’influenza pandemica H1N1 del 2009, che suggeriva una possibile correlazione tra l’utilizzo del vaccino e lo sviluppo di alcuni casi di narcolessia (teoria già apparsa in un altro studio svedese nel 2013). Il tema fu ripreso da gruppi "no vax" e da un'interrogazione parlamentare presentata dalla senatrice del Movimento 5 stelle Elena Fattori all'allora ministro della Sanità Beatrice Lorenzin, a cui hanno fatto seguito una serie di discussioni in Rete. Quel vaccino in Italia però non è mai stato usato e nello stesso comunicato si afferma che “il rischio di sviluppare narcolessia è molto maggiore a seguito di infezione influenzale rispetto a quello conseguente alla vaccinazione, nei soggetti geneticamente suscettibili alla malattia”.
Nel 2017 in Italia l'argomento vaccinazione divenne di particolare interesse a causa di un decreto legge del governo Gentiloni, approvato il 19 maggio ed entrato in vigore l'8 giugno di quell'anno, che reintrodusse l'obbligatorietà delle vaccinazioni per l'iscrizione a scuola per la fascia di età tra 0 e 6 anni, e aggiunse oltre alle quattro vaccinazioni obbligatorie per legge (difterite, tetano, poliomielite ed epatite B) quelle per morbillo, parotite e rosolia (la trivalente MPR), pertosse ed Haemophilus B, varicella e meningococco B e C,. In seguito il tema tornò alla ribalta in seguito alla radiazione da parte dell'ordine dei medici del cardiologo e omeopata Roberto Gava, del Dott. Paolo Rossaro, del dottor Giuseppe Nacci, del medico legale Dario Miedico, del ginecologo Roberto Petrella e della dottoressa Gabriella Lesmo a causa delle loro posizioni critiche sull'utilizzo dei vaccini. Critiche condivise da Stefano Montanari, gestore di un laboratorio di analisi, il quale ha più volte affermato che secondo alcune sue ricerche, prive di ogni valido e scientifico supporto probatorio, i vaccini conterrebbero nanoparticelle e metalli pesanti: affermazioni che tuttavia si sono dimostrate prive di fondamento e sono state smentite nel metodo e nel merito. La trasmissione Report aveva poco prima dell'approvazione del decreto del giugno 2017 dedicato una puntata su presunte contaminazioni nei vaccini, puntata che tuttavia ha ricevuto parecchie critiche riguardo all'accuratezza scientifica di quanto descritto e più in generale all'approccio utilizzato nel trattare il tema. Il 28 luglio 2017 il decreto venne convertito in legge dalla Camera con 296 voti a favore, 92 contrari e 15 astenuti.
Successivamente alla promulgazione di tale decreto nacque un movimento autodefinitosi Free vax, avente come obiettivo la lotta all'obbligatorietà dei vaccini per legge. Tuttavia, secondo alcuni critici, il loro dichiararsi in favore della "libertà di vaccinare" sarebbe un espediente per non essere accusati di antivaccinismo, avendo tale termine una connotazione negativa nel linguaggio comune. Sono altresì nati movimenti cosiddetti Antivax (denominati pure con lo pseudoanglicismo No Vax) dichiaratamente contrari ai vaccini. A seguito del decreto del 2017 sull'obbligatorietà delle vaccinazioni si sono riscontrati in Italia diversi episodi di violenza ad esso legati: nel giugno del 2017 il gruppo neonazista bergamasco MAB (Manipolo Avanguardia Bergamo) ha effettuato dei blitz contro 2 ambulatori con delle torce (i cui resti erano stati inizialmente considerati quelli di alcune bombe carta) sostenendo il "progresso scientifico contro la dittatura medica" e la "libertà di scelta vaccinale". Il 28 luglio 2017 (giorno della conversione del decreto per l'obbligatorietà vaccinale in legge) 3 deputati, che avevano votato favorevolmente alla proposta, vennero aggrediti fisicamente e verbalmente da molti manifestanti Free vax.
Il 13 luglio 2018 viene emessa, in Italia, la prima sentenza di condanna nei confronti di un attivista del movimento No vax per aver diffuso una fake news, ovvero che 21.658 bambini sarebbero stati danneggiati nel triennio 2014-16.
Nel 2019, uno studio pubblicato sulla rivista scientifica Health Economics da un team di economisti dell'Università della Magna Graecia (Italia), dell'Universitè catholique de Louvain (Belgio) e dell'Erasmus School of Economics di Rotterdam (Paesi Bassi) ha identificato per la prima volta un nesso causale fra diffusione di disinformazione attraverso il ricorso a media non tradizionali e riduzione della copertura vaccinale in Italia.
Il dottor Fabio Franchi accomunò chi vaccina ai nazisti, cercò un bambino malato di parotite per un «esperimento» per dimostrare l'inefficacia dei vaccini, fu autore di un libro negazionista sull’Aids e di alcuni libri negazionisti della COVID-19 e dell'efficacia e sicurezza dei vaccini.
Durante la campagna vaccinale contro la COVID-19 nel 2021 si verificarono episodi di minacce contro medici e politici e violenze pianificate sui social media da parte di gruppi antivaccinisti.
Il movimento gilet arancioni fondato dal generale Antonio Pappalardo ha negato l'efficacia dei vaccini contro la COVID-19.
Anche il medico anestesista Barbara Balanzoni (poi radiata dall'ordine), il dottor Mariano Amici, il dottor Massimo Citro, il biologo Franco Trinca e l'endocrinologo Giovanni Frajese hanno espresso (anche intervistati in TV) critiche sui vaccini scatenando polemiche e sospensioni dall'ordine.

#### Inchieste sui vaccini
Riguardo al vaccino contro il papilloma virus la trasmissione Report scatenò polemiche per una puntata in cui si parlava di presunte reazioni avverse. Il presidente della Società italiana di virologia, Giorgio Palù, disse che la "correlazione tra gli effetti collaterali del vaccino, che nel servizio televisivo venivano attribuiti all'adiuvante chimico e ad altri potenziali contaminanti metallici, è smentita da ricerche approfondite e da studi effettuati su centinaia di migliaia di pazienti". Roberto Burioni affermò che la puntata diede spazio "a teorie prive di base scientifica, a individui senza alcuna autorevolezza ed ha mescolato sapientemente possibili tangenti e ipotesi non confermate". Tra gli intervistati c'era anche Peter Gøtzsche, da sempre critico sulla sicurezza di questo vaccino. Ci furono anche critiche dall'allora ministro della salute Beatrice Lorenzin. Sigfrido Ranucci (il conduttore di tale puntata) ha risposto di non avere mai messo in dubbio l'utilità dei vaccini contro l'HPV.
Sono state mosse critiche riguardo a errori presenti in un libro-inchiesta di Giulia Innocenzi sulle vaccinazioni. In particolare su alcuni componenti chimici descritti erroneamente come vaccini: nebivololo, in realtà un betabloccante, farmaco contro l'ipertensione; il Remimazolam, una benzodiazepina, parente del Valium e del Lexotan; il Fostimon, un medicinale che si usa per indurre l'ovulazione nelle donne.
Nel 2014 il programma Le Iene mandò in onda un servizio su presunti e indimostrati danni vaccinali, che raccolse diverse critiche da esperti e stampa.
Il quotidiano Il Tempo pubblicò alcune inchieste riguardanti presunte componenti pericolose nei vaccini, tuttavia prive di validità scientifica.
Anche il quotidiano La Verità ha svolto inchieste pseudoscientifiche sulle vaccinazioni.
Con l'arrivo dei vaccini contro la COVID-19 si iniziò a dibattere sull'opportunità o meno di ospitare gli antivaccinisti nelle trasmissioni televisive e nei dibattiti.

#### Associazioni italiane
La Lega Anti Vivisezione si dichiara contraria alla sperimentazione animale per produrre i vaccini nonostante ad oggi sia ancora considerata una pratica fondamentale e non sostituibile con altri metodi: ad esempio è risultata essenziale per sviluppare i vaccini contro la COVID-19 e molti altri vaccini.
Il Codacons, dichiarandosi contrario alle vaccinazioni pediatriche, ha scatenato polemiche per alcune vicende controverse legate al mondo "no vax". Nel 2014 presentò un esposto sul vaccino esavalente a cui rispose l'ISS. Nel 2017 rese disponibile online un modulo per i genitori che desideravano provare a rinviare le vaccinazioni obbligatorie dei propri figli facendo appello alla necessità di svolgere gli inesistenti "test prevaccinali" prima di sottoporre i bambini alle iniezioni. Sempre nel 2017 il Codacons ha depositato presso la Procura della Repubblica di Catania un esposto-denuncia per “omicidio colposo, commercio e somministrazione di medicinali guasti” riferendosi ad alcuni studi (a firma dei coniugi Antonietta Gatti e Stefano Montanari, i cui studi a tema vaccini vengono tuttavia ritenuti privi di validità scientifica) che evidenziavano una presunta contaminazione dei vaccini e che avrebbe portato alla morte di 13 bambini. Il Ministero ha formalizzato una denuncia alla Procura della Repubblica di Roma per il reato di procurato allarme. Nel 2018 il giornalista di Piazza Pulita (La7) Andrea Casadio venne denunciato dal Codacons all’Ordine dei giornalisti del Lazio per aver fatto "domande provocatorie" a un convegno antivaccinista durante una puntata. Il Codacons attirò inoltre critiche per la difesa di Gabriella Lesmo, Roberto Gava e Dario Miedico, medici radiati per le loro posizioni critiche nei confronti dei vaccini. Altre critiche furono mosse per la proiezione da parte del Codacons del documentario "Vaxxed" presso il Quirinetta di Roma, che sostiene erroneamente la relazione tra vaccini e autismo e per aver contestato a Piero Grasso di non aver proiettato il film in Senato. Inoltre depositò il documentario alla Procura di Torino e all'Autorità anticorruzione per opporsi all'obbligo vaccinale e ai vaccini esavalenti. Presentò anche un ricorso contro l'obbligo vaccinale ma il Tar del Lazio lo respinse.

#### Posizioni politiche italiane
Posizioni a favore di una riduzione o eliminazione dei vaccini o della loro pericolosità sono state sostenute da vari politici, tra cui vari membri del Movimento 5 Stelle, tra i quali Beppe Grillo, Paola Taverna, Carlo Sibilia e Bartolomeo Pepe (sebbene il Movimento 5 Stelle abbia poi divulgato una posizione ufficiale più sfumata, in cui, ad esempio, si indica come percorribile la strada delle vaccinazioni raccomandate, mentre l'obbligatorietà sarebbe prevista solo in determinate circostanze, come, ad esempio, recrudescenze di malattie o cali eccessivi delle coperture vaccinali).
Il senatore del Partito Democratico Giovanni Burtone propose di istituire la "giornata in ricordo delle persone decedute o rese disabili a causa dei vaccini".
Matteo Salvini ha dichiarato "10 vaccini obbligatori sono assolutamente inutili e in parecchi casi pericolosi se non dannosi" elogiando la pseudoscientifica ricerca sui vaccini dei coniugi Montanari. Salvini dichiarò inoltre che i vaccini contro la COVID-19 possono determinare la comparsa di varianti del virus, suscitando le polemiche di medici e scienziati. La ex deputata del Movimento 5 Stelle Sara Cunial ha più volte espresso posizioni antivacciniste. Davide Barillari del Movimento 5 stelle ha sostenuto erroneamente che nutrizione preventiva e vita equilibrata fossero alternative ai vaccini.
Nel 2017 il deputato Adriano Zaccagni organizzò un incontro a Montecitorio chiamato "Vaccini l'altra verità" nel corso del quale venne citato uno studio del 2014 pubblicato su Clinical Infectious Diseases sostenendo che confermasse che chi è vaccinato potesse essere contagiato lo stesso. In realtà gli stessi autori non mettevano in dubbio la validità e l’efficacia delle vaccinazioni ma indicavano un caso isolato molto raro in cui la malattia si è sviluppata in un individuo vaccinato. Il medico omeopata e senatore dell'Italia dei Valori Maurizio Romani ha espresso perplessità sui vaccini e sull'obbligatorietà. Il senatore della Lega Paolo Arrigoni organizzò un convegno contro il Decreto Lorenzin insieme al presidente dell'associazione "free vax" Corvelva Claudio De Santi, omeopata e iridologo. Anche Antonio Ingroia si dichiarò contrario al quel Decreto definendolo "liberticida". Marco Travaglio si dichiarò contrario al Decreto sostenendo che lo Stato dovrebbe convincere la gente a vaccinarsi ma senza obbligo e che tale Decreto abbia creato allarmismo verso malattie a suo dire innocue come il morbillo, attirando le critiche di Roberto Burioni. Il 24 gennaio 2019 Corvelva ha tenuto una conferenza stampa sulla presunta pericolosità dei vaccini alla Camera dei deputati secondo una serie di analisi presentate durante l'incontro poi rivelatesi errate.
Il presidente dell’Ordine dei Biologi e politico Vincenzo D'Anna scatenò polemiche per alcune posizioni critiche contro i vaccini e un finanziamento a Corvelva (associazione "free vax") poi ritirato. Successivamente D'Anna prese le distanze da Corvelva dicendo di essere favorevole alle vaccinazioni.
Attirò critiche un emendamento del Governo Conte I che riammetteva a scuola i bambini non vaccinati e diminuiva le vaccinazioni obbligatorie.
Massimo Cacciari ha espresso dubbi sull'efficacia delle vaccinazioni creando con Ugo Mattei, Giorgio Agamben e Carlo Freccero una Commissione dubbio e precauzione.
Alle elezioni regionali del 2020 si è candidato il movimento politico antivaccinista "Movimento 3V" ottenendo più di 10 000 voti.

#### Altri antivaccinisti italiani
Varie personalità dello spettacolo italiane hanno espresso supporto alle teorie antivacciniste, come Red Ronnie, Romina Power, Heather Parisi, Enrico Montesano, Eleonora Brigliadori, Giuseppe Povia, Marco Melandri e Florinda Bolkan.

### Paesi Bassi
Un focolaio in una scuola di una comunità religiosa nel 1999 ha provocato tre decessi e 68 ricoveri su 2.961 casi. La popolazione nelle diverse province colpite ha avuto un alto livello di immunizzazione, ad eccezione di una delle comunità religiose, che tradizionalmente non accetta la vaccinazione. Il 95% di coloro che hanno contratto il morbillo non erano vaccinati.

### Regno Unito
In un rapporto del 1974 secondo cui 36 reazioni avverse si verificarono a causa del vaccino contro la pertosse e che tale vaccino era solo marginalmente efficace con benefici inferiori ai rischi, la diffusione di esso nel Regno Unito crollò dall'81% al 31% con conseguenti epidemie di pertosse, che portarono alla morte di alcuni bambini. L'opinione medica tradizionale continuò a sostenere l'efficacia e la sicurezza del vaccino; la fiducia del pubblico venne ripristinata dopo la pubblicazione di una rivalutazione nazionale dell'efficacia del vaccino. La vaccinazione venne riportata sopra al 90% e l'incidenza della malattia diminuì drasticamente.
Alcune stime indicano che mentre la copertura del vaccino MMR per i bambini di due anni era del 94% in Galles nel 1995, era sceso fino al 67,5% a Swansea nel 2003. Ciò è stato collegato alla controversia sul vaccino MMR, che ha causato timore di un numero significativo di genitori riguardo al vaccino MMR. Nel 2013 un focolaio di morbillo si è verificato nella città gallese di Swansea. È stato segnalato un decesso. Il 5 giugno 2017 ci fu un nuovo focolaio di morbillo in Galles, alla Lliswerry High School nella città di Newport.
L'uso della gelatina di maiale in tre vaccini utilizzati dal NHS è stato definito "deludente" dalla Vegetarian Society. L'amministratore delegato Lynne Elliot ha aggiunto che l'uso di ingredienti animali nei medicinali è "sconvolgente". La gelatina è derivata dai suini e utilizzata nei vaccini contro l'influenza, l'herpes zoster, il morbillo, la parotite e la rosolia, tuttavia la Public Health England ha detto che la gelatina è usata come stabilizzante e lo sviluppo di un'alternativa "potrebbe non accadere mai". Si è creata disinformazione e allarmismo per un articolo su The Independent secondo cui migliaia di ragazze adolescenti del Regno Unito avrebbero riportato danni cronici debilitanti a seguito della vaccinazione contro il papilloma virus. L’articolo però non parla di un nesso causale accertato, inoltre la testata ha aggiornato il post inserendo ulteriori precisazioni poiché molti casi si fondano sulle impressioni delle pazienti, non su dati clinici e sono stati classificati per questo come “sospetti”.
Durante la pandemia di COVID-19 il meteorologo e uomo d'affari Piers Corbyn è stato un importante sostenitore delle teorie del complotto nel Regno Unito. Ha descritto il virus come una "bufala", ha spesso condotto campagne contro la vaccinazione per contrastare la COVID-19 e ha descritto falsamente tali vaccini come pericolosi. È stato arrestato in diverse occasioni per aver preso parte a proteste contro le misure di prevenzione al virus e per aver invitato i sostenitori a commettere atti violenti contro i membri del Parlamento.

### Russia
Dopo il 1989, in seguito alla caduta dell'Unione Sovietica, un numero sempre minore di bambini fu vaccinato contro la difterite. Ciò portò a un’epidemia di quasi 200.000 casi di difterite che provocò quasi 6.000 morti.
Nel 2010 in Russia sono stati registrati 251 casi di paralisi flaccide acute e 12 di questi sono stati confermati come casi di infezione da polio. Un caso di poliomielite è stato riportato anche nella Repubblica Cecena sempre nel 2010 in un bambino di 2 anni che non era stato mai vaccinato.

### Svezia
All’insaputa del Karolinska Institutet un tale che si firmava "Lars Andersson" per alcuni anni pubblicò a nome della prestigiosa università di medicina svedese una serie di articoli su riviste scientifiche ponendo dubbi sull’utilità e sulla sicurezza dei vaccini.

### Ucraina
Nel 2019 si è registrata un’epidemia di morbillo che non ha avuto eguali in Europa fino a quel momento. A causa del conflitto con la Russia la percentuale dei vaccinati nella popolazione era del 41%, tra le più basse al mondo. Un medico di Kiev, il dottor Fedir Lapij, denunciò un gran numero di vaccinazioni fasulle; le famiglie potevano ottenere falsi certificati vaccinali in cambio di denaro.

## Antivaccinismo in Oceania

### Australia
In Australia crollarono le vaccinazioni nel 2018 a seguito di disinformazione su due bambini morti subito dopo la vaccinazione contro morbillo, parotite e rosolia a causa di un errore di due infermiere, che al posto dell’acqua usarono per diluire il vaccino liofilizzato un anestetico scaduto. L'azienda Zoetis, produttrice di vaccini contro la malattia Hendra, è stata colpita da un'azione collettiva da 53 milioni di dollari da parte di alcuni proprietari di cavalli morti nel New South Wales e nel Queensland, a loro dire a causa del vaccino ma senza prove scientifiche. Il governo ha adottato dal 2016 un provvedimento chiamato No Jab No Pay che taglia i finanziamenti di assistenza alle famiglie che non vaccinano i propri figli, a meno che la mancata vaccinazione sia legata a motivazioni mediche.

### Samoa
L'epidemia di morbillo in Samoa del 2019 è iniziata in ottobre e il 12 dicembre c'erano già 4.995 casi confermati di morbillo e 72 decessi, su una popolazione di 201.316 persone. Lo stato di emergenza è stato dichiarato il 17 novembre, ordinando la chiusura di tutte le scuole, escludendo i bambini sotto i 17 anni dagli eventi pubblici e rendendo obbligatoria la vaccinazione. UNICEF ha inviato 110.500 vaccini a Samoa. Anche Tonga e Fiji hanno dichiarato lo stato di emergenza.
L'epidemia è stata attribuita a un forte calo delle vaccinazioni contro il morbillo rispetto all'anno precedente, a seguito di un incidente nel 2018 quando due bambini sono morti poco dopo aver ricevuto le vaccinazioni contro il morbillo, che ha portato il paese a sospendere il suo programma di vaccinazione. Il motivo della morte dei due bambini è stata la preparazione errata del vaccino da parte di due infermiere che hanno mescolato la polvere di vaccino con un anestetico scaduto. Al 30 novembre più di 50.000 persone sono state vaccinate dal governo di Samoa.

## Antivaccinismo negli Stati Uniti d'America
Diverse note personalità statunitensi si sono apertamente schierate contro i vaccini e/o le vaccinazioni di massa, tra cui i politici Donald Trump, Ron Johnson e Michelle Bachmann, gli attori Robert de Niro, Jim Carrey, Kristin Cavallari, Elle Macpherson, Adam Baldwin, Alicia Silverstone, e Jenny McCarthy, Elon Musk, Nicki Minaj, gli scrittori e teorici del complotto David Icke e Rashid Buttar e il cantautore Billy Corgan.
La maggior parte dei casi di tetano pediatrico negli Stati Uniti si verifica in bambini non vaccinati. In Oregon nel 2017 un ragazzo non vaccinato aveva una ferita al cuoio capelluto e arrivò in ospedale con il tetano. Ha trascorso 47 giorni nell'Unità di terapia intensiva e 57 giorni in totale in ospedale, per un costo totale di 811.929 dollari, escluso il costo del trasporto aereo all'Oregon Health and Science University, al Doernbecher Children's Hospital e alla successiva riabilitazione ospedaliera di due settimane di cui aveva bisogno. Nonostante ciò, i suoi genitori hanno rifiutato la somministrazione di successivi richiami antitetanici o altre vaccinazioni.
Fino al luglio 2021 un americano su 5 credeva che tramite i vaccini contro la COVID-19 il governo applicasse dei microchip sottocutanei sulla popolazione per controllarla, credenza condivisa anche dal cardinale ultraconservatore Raymond L. Burke.
Il cardiologo Peter McCullough disse a proposito dei vaccini contro la COVID-19: “I vaccini non funzionano e stanno creando una fuga immunitaria del virus, stiamo giocando con Madre Natura. Adesso i vaccinati sono i più a rischio, si sentono al sicuro erroneamente”.
Del Bigtree, un ex produttore di "Dr. Phil", gestisce l'organizzazione no profit anti-vaccini meglio finanziata del paese, Informed Consent Action Network.
L'attivista Larry Cook ospitava la più grande e attiva comunità anti-vaccinazione su Facebook, prima che il social lo bannasse.
L'organizzazione complottista QAnon ha assunto posizioni antivacciniste e fatto propaganda contro i vaccini.

### Posizioni politiche
Idee antivacciniste sono state promosse da vari politici americani. Nel 2012 l'allora candidata alle primarie repubblicane Michele Bachmann affermò durante un dibattito televisivo che la figlia di una sua sostenitrice avrebbe accusato ritardo mentale a seguito della vaccinazione contro l'HPV. Nel 2015 i candidati alle primarie repubblicane Chris Christie, Rand Paul e Carly Fiorina espressero posizioni a favore del rendere totalmente volontarie le vaccinazioni, entrando in contrasto con varie associazioni di medici. Donald Trump ha più volte affermato di avere forti dubbi riguardo alle vaccinazioni di massa: nel 2014 sostenne che vi siano stati vari casi di autismo legati alle vaccinazioni. Tuttavia, nel corso del tempo, ha cambiato visione riguardo alla vaccinazione, diventandone un sostenitore: durante un comizio nell'agosto del 2021 affermò l'importanza di vaccinarsi contro la COVID-19, venendo per questo fischiato da parte dei suoi sostenitori.
Il 30 giugno 2015 il governatore della California, Jerry Brown, firmò una legge che rimosse la facoltà di non vaccinarsi per motivazioni personali (mantenendo tuttavia tale eventualità in caso di motivazioni mediche), divenendo così il terzo Stato, dopo Mississippi e Virginia Occidentale, a obbligare le vaccinazioni. La scelta di tale legge avvenne dopo un'epidemia di morbillo scoppiata alla fine dell'anno precedente nello Stato. Ciò diede avvio a una serie di proteste da parte del movimento antivaccinista, tra le quali s'inserì anche Andrew Wakefield, il quale affermò, durante una conferenza, che la popolazione californiana avrebbe dovuto marciare su Sacramento (capitale dello Stato) in difesa dei propri diritti.
Robert F. Kennedy Jr., nipote dell'ex presidente degli Stati Uniti John Fitzgerald Kennedy, ha fondato la Children's Health Defense, associazione No-Vax che ha fatto causa a Facebook accusandolo di averla oscurata ingiustamente.

### Controversia sul vaccino contro la pertosse
Durante gli anni '70 e '80, scoppiò una controversia su presunte lesioni cerebrali causate dal vaccino contro la pertosse. I medici dichiararono che tale effetto collaterale era di un caso ogni 310.000 vaccinazioni, o circa 50 casi su 15 milioni di vaccinazioni mentre il rischio di morte per la pertosse era molto più alto (uccideva migliaia di americani ogni anno prima dell'introduzione del vaccino). Gli studi non hanno poi mostrato alcuna connessione tra il vaccino DPT e la lesione cerebrale permanente. Nel 1990 il Journal of the American Medical Association definì la connessione un "mito" e "un'assurdità".
Tuttavia, la pubblicità negativa e la paura hanno causato la caduta del tasso di immunizzazione in diversi paesi, tra cui Regno Unito, Svezia e Giappone. Seguì un drammatico aumento dell'incidenza della pertosse.
Negli Stati Uniti i bassi margini di profitto e l'aumento delle cause legali relative ai vaccini portarono molti produttori a interrompere la produzione del vaccino DPT all'inizio degli anni '80. Nel 1982, il documentario televisivo DPT: Vaccine Roulette della giornalista Lea Thompson descriveva la vita di bambini le cui gravi disabilità erano state erroneamente attribuite al vaccino DPT. La conseguente pubblicità negativa ha portato a molte azioni legali contro i produttori di vaccini. Nel 1985 tali produttori avevano difficoltà a ottenere un'assicurazione di responsabilità civile. Il prezzo del vaccino DPT salì alle stelle, portando i fornitori a ridurre gli acquisti, limitando la disponibilità. Solo un produttore rimase negli Stati Uniti entro la fine del 1985. In risposta, il Congresso approvò il National Childhood Vaccine Injury Act (NCVIA) nel 1986, stabilendo un sistema federale per risarcire le eventuali e mai dimostrate vittime di lesioni causate dai vaccini raccomandati.
Le preoccupazioni per questi presunti effetti collaterali portarono all'introduzione di un vaccino acellulare ancora più sicuro per il Giappone nel 1981, approvato negli Stati Uniti nel 1992. Il vaccino acellulare ha un tasso di eventi avversi simile a quello di un vaccino Td (un vaccino antitetanico e antidifterico che non contiene il vaccino contro la pertosse).

### OperazioneTempesta nel deserto
Durante l'operazione Tempesta nel deserto molti soldati statunitensi e britannici furono vaccinati contro l'antrace. La versione del vaccino utilizzata all'epoca fu causa di diversi effetti collaterali, tra cui i sintomi della sindrome della guerra del Golfo. Ciò causò molto allarmismo e disinformazione su quel vaccino. Vaccine Syndrome, film prodotto dal regista Scott Miller, ritiene il vaccino responsabile della morte di alcuni soldati. Nonostante le diverse rassicurazioni sulla sicurezza e la necessità del vaccino, un giudice federale statunitense lo ritenne pericoloso e ordinò al Pentagono di interrompere la somministrazione nell'ottobre 2004. Il 15 dicembre 2005 la Food and Drug Administration ha affermato che il vaccino contro l'antrace usato allora era sicuro ed efficace. Gli attacchi all'antrace del 2001 hanno accresciuto le preoccupazioni sul bioterrorismo e il governo federale degli Stati Uniti ha intensificato i suoi sforzi per produrre più vaccini per i cittadini americani contro vaiolo e antrace. Inoltre il vaccino utilizzato attualmente non è lo stesso somministrato all'epoca (primi anni Novanta).

### Finanziamenti a gruppi antivaccinisti
Bernard e Lisa Selz, una ricca coppia di gestori di fondi, sono i principali finanziatori dei gruppi antivaccinisti e hanno anche finanziato il documentario sull'inesistente correlazione tra vaccini e autismo Vaxxed.
Secondo alcuni studi, l'antivaccinismo risulta maggiormente diffuso nella popolazione benestante e con livello di istruzione maggiore: le persone più abbienti sarebbero peraltro quelle più attive nel comprare materiale che sostenga le loro idee e finanziare direttamente associazioni antivacciniste, oltre ad avere più tempo libero da dedicare alla disinformazione antivaccinista rispetto alla popolazione meno abbiente.

## Antivaccinismo in America Latina

### Brasile
Il presidente brasiliano Jair Bolsonaro ha ironizzato sul vaccino anti-COVID-19 dell'azienda Pfizer affermando che non si sarebbe vaccinato e mettendo in guardia la popolazione contro presunti effetti collaterali. Bolsonaro sostenne inoltre in un video sui social media che ci fosse un legame tra la somministrazione di tale vaccino e la sindrome da immunodeficienza acquisita. Tale video fu poi rimosso da Facebook, Instagram e YouTube poiché l'affermazione risulta priva di fondamento scientifico.